# Červený vrch (přírodní památka)
Červený vrch je přírodní památka poblíž Otova u Nového Kramolína v okrese Domažlice v Plzeňském kraji. Chráněné území je ve správě Krajského úřadu Plzeňského kraje.

## Předmět ochrany
Důvodem ochrany je opuštěný lom se zachovanými žilami pegmatitu. Bývalý živcový důl je dokladem tzv. selské těžby pegmatitů.